# Edward Sedgwick
Edward Sedgwick (Galveston, 7 novembre 1892 – North Hollywood, 7 marzo 1953) è stato un regista, sceneggiatore e attore statunitense attivo dal periodo del cinema muto e celebre per aver diretto e co-diretto diversi film (anche sonori) di Buster Keaton.
È stato spesso indicato come Ed Sedgwick.

## Biografia
Texano, figlio di attori di vaudeville, iniziò a recitare giovanissimo nello spettacolo Five Sedgwicks, con i genitori e le sorelle gemelle Eileen e Josie (entrambi attrici molto attive nel periodo 1915-1932).
Al cinema iniziò in veste di attore nel 1915, e due anni più tardi cominciò a firmare diversi soggetti di cortometraggi. Nel 1920 passò dietro la macchina da presa dirigendo Fantômas.
La sua passione per il baseball fece sì che si trovasse a dirigere molte sequenze sportive in film sul tema (tra cui quella celebre di Il cameraman di Buster Keaton).
Diresse Keaton nei film della MGM da The Cameraman in poi, oltre a grandi comici quali Stanlio & Ollio (in due film, nel '37 e nel '43) e Jimmy Durante (in 3 pellicole).
Tra i suoi film, anche due musical con Jack Haley, Mister Cinderella (1936) e Scegliete una stella (1937).
Negli anni quaranta la sua stella cominciò a tramontare e furono poche le opportunità di lavoro che gli vennero offerte (rimase quasi 5 anni senza contratto, tra il '43 e il '48, pur continuando a rimanere negli studi della MGM). Morì a North Hollywood nel 1953.

## Premi e riconoscimenti
- Stella alla Hollywood Walk of Fame (Cinema), 6801 Hollywood Blvd.

## Filmografia

### Regia
- Fantômas serial (1920)
- Live Wires (1921)
- Bar Nothing (1921)
- The Rough Diamond (1921)
- Chasing the Moon (1922)
- The Bear Cat (1922)
- Boomerang Justice (1922)
- Do and Dare (1922)
- The Flaming Hour (1922)
- The First Degree (1923)
- Romance Land (1923)
- The Gentleman from America (1923)
- Single Handed (1923)
- La fiamma dell'amore (Dead Game) (1923)
- Shootin' for Love (1923)
- Out of Luck (1923)
- Blinky (1923)
- The Ramblin' Kid (1923)
- The Thrill Chaser (1923)
- Hook and Ladder (1924)
- Ride for Your Life (1924)
- 40-Horse Hawkins (1924)
- Broadway or Bust (1924)
- The Sawdust Trail (1924)
- Hit and Run (1924)
- The Ridin' Kid from Powder River (1924)
- Il fantasma dell'Opera (The phantom of the Opera), co-regia di Rupert Julian (1925) - non accreditato
- The Hurricane Kid (1925)
- The Saddle Hawk (1925)
- Let 'er Buck (1925)
- Lorraine of the Lions (1925)
- Two-Fisted Jones (1925)
- Under Western Skies (1926)
- The Flaming Frontier (1926)
- The Runaway Express (1926)
- Tin Hats (1926)
- There You Are! (1926)
- Slide, Kelly, Slide (1927)
- The Bugle Call (1927)
- Spring Fever (1927)
- L'allievo di West Point (West Point) (1927)
- Slim domatore (Circus Rookies) (1928)
- Il cameraman (The Cameraman) (1928)
- Io... e l'amore (Spite Marriage) co-regia con, non accreditato, Buster Keaton (1929)
- Chi non cerca... trova (Free and Easy) (1930)
- Estrellados, co-regia di Salvador de Alberich (1930)
- Il guerriero (Doughboys) (1930)
- La banda dei fantasmi (Remote Control), co-regia di Nick Grinde e Malcolm St. Clair (1930) - non accreditato
- De frente, marchen, co-regia di Salvador de Alberich (1930)
- Io... e le donne (Parlor, Bedroom and Bath) (1931)
- A Dangerous Affair (1931)
- Maker of Men (1931)
- The Big Shot, co-regia di Ralph Murphy (1931)
- Chi la dura la vince (The Passionate Plumber) (1932)
- Il professore (Speak Easily) (1932)
- Viva la birra (What! No Beer?) (1933)
- Horse Play (1933)
- Saturday's Millions (1933)
- The Poor Rich (1934)
- Edizione straordinaria (I'll Tell the World) (1934)
- Here Comes the Groom (1934)
- Death on the Diamond (1934)
- Father Brown, Detective (1934)
- L'incrociatore misterioso (Murder in the Fleet) (1935)
- The Virginia Judge (1935)
- Mister Cinderella (1936)
- Scegliete una stella (Pick a Star) (1937)
- Vivendo volando (Riding on Air) (1937)
- Una regina tra due cuori (Fit for a King) (1937)
- Eroe per forza (The Gladiator) (1938)
- Burn 'Em Up O'Connor (1939)
- Beware Spooks! (1939)
- Così non avrai da lamentarti (So You Won't Talk) (1940)
- Il nemico ci ascolta (Air Raid Wardens) (1943)
- Sposarci è facile ma... (Easy to Wed), co-regia di Edward Buzzell (1946) - non accreditato
- Un sudista del Nord (A Southern Yankee) (1948)
- Ma and Pa Kettle Back on the Farm (1951)
- Largo passo io (Excuse My Dust), co-regia di Roy Rowland (1951) - non accreditato
- I Love Lucy, co-regia di Marc Daniels (1953)

### Assistente regista
- The Jungle Trail, regia di Richard Stanton (1919)
- You Can't Cheat an Honest Man, regia di George Marshall - regista seconda unità, non accreditato (1939)

### Sceneggiatore (parziale)
- The Yankee Way, regia di Richard Stanton (1917)
- Il paria (Cheating the Public), regia di Richard Stanton (1918)
- Rough and Ready, regia di Richard Stanton (1918)
- The Winning Stroke, regia di Edward Dillon (1919)
- Sink or Swim, regia di Richard Stanton (1920)
- Bride 13, regia di Richard Stanton (1920)
- The Thrill Chaser, regia di Edward Sedgwick - soggetto (1923)
- The Saddle Hawk, regia di Edward Sedgwick - soggetto e sceneggiatura (1925)
- Maker of Men, regia di Edward Sedgwick (1931)

### Attore
- All for Love, regia di Romaine Fielding – cortometraggio (1914)
- Love and Flames, regia di Romaine Fielding – cortometraggio (1914)
- The Kid's Nap, regia di Romaine Fielding – cortometraggio (1914)
- The German Band, regia di Romaine Fielding – cortometraggio (1914)
- The Crooks, regia di Romaine Fielding – cortometraggio (1914)
- A Cowboy Pastime, regia di Romaine Fielding – cortometraggio (1914)
- Green Backs and Red Skins, regia di Romaine Fielding – cortometraggio (1915)
- Slim Fat or Medium, regia di Roy Clements – cortometraggio (1915)
- Hired, Tired and Fired, regia di Jay Hunt – cortometraggio (1916)
- I'll Get Her Yet, regia di Roy Clements – cortometraggio (1916)
- Some Heroes, regia di Roy Clements – cortometraggio (1916)
- Ain't He Grand?, regia di Roy Clements – cortometraggio (1916)
- The Town That Tried to Come Back, regia di Roy Clements – cortometraggio (1916)
- When Slim Was Home Cured, regia di Roy Clements – cortometraggio (1916)
- National Nuts, regia di John Francis Dillon – cortometraggio (1916)
- His Blowout, regia di John Francis Dillon – cortometraggio (1916)
- The Belle and the Bell Hop, regia di Roy Clements – cortometraggio (1916)
- Some Medicine Man, regia di Roy Clements – cortometraggio (1916)
- A Lucky Leap, regia di Roy Clements – cortometraggio (1916)
- He Became a Regular Fellow, regia di Roy Clements – cortometraggio (1916)
- It's All Wrong, regia di Henry McRae – cortometraggio (1916)
- Room Rent and Romance, regia di Roy Clements – cortometraggio (1916)
- Married a Year, regia di John McDermott – cortometraggio (1916)
- The Fascinating Model, regia di Roy Clements – cortometraggio (1916)
- His Golden Hour, regia di Roy Clements – cortometraggio (1916)
- Fat and Foolish, regia di Roy Clements – cortometraggio (1917)
- Who Said Chicken?, regia di Pat Hartigan – cortometraggio (1917)
- The Haunted Pajamas, regia di Fred J. Balshofer (1917)
- The Varmint, regia di William Desmond Taylor (1917)
- The Yankee Way, regia di Richard Stanton (1917)
- Bruin Trouble – cortometraggio (1918)
- Don't Flirt – cortometraggio (1918)
- Why I Would Not Marry, regia di Richard Stanton (1918)
- There and Back, regia di Harry Wulze – cortometraggio (1918)
- Checkers, regia di Richard Stanton (1919)
- Sink or Swim, regia di Richard Stanton (1920)
- The Thrill Chaser, regia di Edward Sedgwick (1923)
- 40-Horse Hawkins, regia di Edward Sedgwick (1924)

### Produttore
- The Flaming Frontier, regia di Edward Sedgwick (1926)
- L'allievo di West Point (West Point), regia di Edward Sedgwick (1928)
- Io... e l'amore (Spite Marriage), regia di Edward Sedgwick e, non accreditato, Buster Keaton (1929)
- Chi non cerca... trova (Free and Easy), regia di Edward Sedgwick (1930)
- La banda dei fantasmi (Remote Control), regia di Nick Grinde, Malcolm St. Clair e, non accreditato, Edward Sedgwick (1930)
- Father Brown, Detective, regia di Edward Sedgwick (1934)
- Mister Cinderella, regia di Edward Sedgwick (1936)
- Scegliete una stella (Pick a Star), regia di Edward Sedgwick (1937)